# El Cambio
El Cambio är en ort i Mexiko.   Den ligger i kommunen Matamoros och delstaten Coahuila, i den centrala delen av landet, 800 km nordväst om huvudstaden Mexico City. El Cambio ligger 1 116 meter över havet och antalet invånare är 3 773.
Terrängen runt El Cambio är mycket platt. Runt El Cambio är det ganska tätbefolkat, med 129 invånare per kvadratkilometer. Närmaste större samhälle är Torreón, 14,2 km sydväst om El Cambio. Trakten runt El Cambio består till största delen av jordbruksmark.